# Селігерія вапнякова
Селігерія вапнякова (Seligeria calcarea) — вид мохів порядку гріміальних (Grimmiales).

## Поширення
Батьківщиною є Європа, Північна Америка, Азія.
Населяє вапняні субстрати.

## Характеристика
Рослини дрібні, оливково-зелені. Листки від лінійно-ланцетних до яйцювато-ланцетних, вузькотупі; поля цілі. Коробочкові ніжки 1–1.5 мм, прямі. Коробочка від яйцеподібної до напівкулястої, така ж ширина, як і довжина. Спори 14–16 мкм.